# Guy de Carmoy
Pour les articles homonymes, voir Carmoy.
Guy de Carmoy, né le 20 février 1907 à Paris (16e) et mort dans cette même ville le 1er octobre 1997 (15e) est un économiste français.

## Biographie

### Jeunesse et études
Il a obtenu une licence de lettres et de droit et un diplôme de sciences politiques à l'École libre des sciences politiques. Il y est l'élève de Wilfrid Baumgartner.

### Parcours professionnel
Guy de Carmoy est inspecteur des finances de 1930 à 1960.
Il est l'auteur lors de la période du Front populaire d'un rapport présenté à Jean Zay sur les causes de la crise du cinéma français publié pour le Conseil national économique. Il y prévoit « une organisation corporative unique, obligatoire et dotée de pouvoir régalien ».
Ce rapport est à l'origine de la réorganisation du cinéma effectuée par le Gouvernement de Vichy,. Le cinéma devient une industrie et la loi porte sur la création du  Comité d'organisation de l'industrie cinématographique (COIC). Il devient commissaire du gouvernement auprès de Jean-Louis Tixier-Vignancour du COIC. Par décret de Pierre Laval du 25 mai 1942, Louis-Émile Galey remplace Guy de Carmoy en tant que commissaire du gouvernement du COIC.
En 1943, il est déporté le 13 août de Compiègne vers Buchenwald comme « personnalité-otage ». Le 31 août, il est transféré auCamp de Füssen-Plansee.
Il est en 1946 administrateur suppléant à la Banque internationale pour la reconstruction et le développement (BIRD), puis directeur de l’Organisation européenne de coopération économique (OECE), de 1948 à 1952. 
Du 31 juillet au 22 octobre 1947 Guy de Carmoy est directeur exécutif temporaire du Fonds monétaire international, suppléant Jean de Largentaye
En 1949, il devient professeur à l'Institut d'études politiques de Paris, où il donne un cours de relations internationales, ainsi que d'économie européenne. 
En 1953, il assiste à la Table Ronde de l'Europe, Rome, 13-16 octobre 1953, en tant que publiciste pour la France (un des quinze "publicistes", écrivains, journalistes ou professeurs invités) et il publie cette année un plaidoyer pour l'Europe La Fortune de l'Europe
De 1961 à 1980 il est professeur à l'Institut européen d'administration des affaires (INSEAD) de Fontainebleau et professeur émérite à partir de 1980.